# Albert Forbiger
Albert Forbiger, född den 2 november 1798 i Leipzig, död den 11 mars 1878 i Dresden, var en tysk pedagog, son till Gottlieb Samuel Forbiger.
Forbiger, som 1824–64 var lärare vid Nicolaiskolan i Leipzig, utgav flera populärhistoriska arbeten och kompilationsverket Handbuch der alten Geographie (3 band, 1842–48).